# Rhyacophila kyungpa
Rhyacophila kyungpa är en nattsländeart som beskrevs av Schmid 1970. Rhyacophila kyungpa ingår i släktet Rhyacophila och familjen rovnattsländor. Inga underarter finns listade i Catalogue of Life.